# American Film Market
American Film Market (AFM) è un evento cinematografico annuale della durata di 8 giorni nella prima parte di novembre. Fondato nel 1981, si svolge a Santa Monica (California) e ogni anno richiama oltre ottomila persone legate all'industria del cinema internazionale, si calcolano esserci partecipanti da più di 70 paesi del mondo che convergono qui i propri interessi per comprare o vendere diritti di distribuzione di titoli in uscita o per cercare appoggio finanziario per progetti ancora in sviluppo o in produzione.
A differenza di un festival cinematografico, l'AFM opera come un mercato nel quale si concludono accordi inerenti alla produzione e distribuzione di prodotti cinematografici. Durante questi 8 giorni, si calcola solitamente un valore di 800 milioni di dollari in accordi passato all'AFM.
I partecipanti dell'evento solitamente sono: esecutivi d'acquisizione e sviluppo, agenti, procuratori, registi, distributori, diretti di mostre, commissari cinematografici, produttori, sceneggiatori, stampa e tutti coloro che lavorano per l'industria del cinema. Secondo Variety, la caratterizzazione a marchio globale dell'AFM molto inusuale nel settore, lo rende particolarmente importante e prolifico nella compravendita di titoli.
L'AFM si tiene ogni anno a Santa Monica ai Loews Santa Monica Beach Hotel e Le Merigot Beach Hotel, convertiti per l'occasione in uffici per il mercato. Comunque, l'evento non si compone esclusivamente di proposte e accordi, ma anche di proiezioni speciali, seminari, anteprime da tappeto rosso, eventi di networking e feste.
L'AFM copre la proiezione di tutte le sale cinematografiche sulla Third Street Promenade di Santa Monica e l'area circostante, al fine di ottemperare al programma di 900 proiezioni di più di 500 film, siano essi anteprime statunitensi o internazionali. Stanze per proiezioni digitali e video sono inoltre create per l'evento. I film proiettati coprono tutte le categorie di spessore: si va da blockbuster di prossima uscita di grandi stufi, ad arte a basso costo e film alla ricerca di visibilità nel mondo del cinema, della televisione e di mostre cinematografiche.
L'AFM è prodotto da Independent Film & Television Alliance.